# فيك سور بريويل
فيك سور بريويل (بالفرنسية: Vicq-sur-Breuilh)‏ هي بلدية في مقاطعة فيين العليا في منطقة أقطانية الجديدة غرب وسط فرنسا.